# چوب‌زردها
چوب‌زردها (نام علمی: Chloroxylon) نام یک سرده از تیره سدابیان است.